# Мыс Мэри-Хармсуорт
Мыс Мэри-Хармсуорт — мыс острова Земля Александры. Расположен в Приморском районе Архангельской области. Является крайней западной точкой архипелага Земля Франца-Иосифа.
На мысе множество маленьких озёр. Почвы сложены галечниками. Омывается Баренцевым морем. Глубины у мыса достигают более трёхсот метров.
Назван в честь жены Альфреда Хармсуорта, члена географического общества и главного спонсора экспедиции Джексона-Хармсворта к Земле Франца-Иосифа.
Расстояние до острова Виктория — 158,5 км.

## Топографические карты
- Лист карты U-38-XXXI,XXXII,XXXIII м. Мэри-Хамсуорт. Масштаб: 1 : 200 000. Издание 1965 г.